# HC Pandurii Târgu Jiu
HC Energia Pandurii Târgu Jiu a fost o echipă de handbal din Târgu Jiu, România, care a evoluat în Liga Națională.